# Hans Petri (Offizier)
Alfred Hans Petri (* 23. September 1877 in Berlin; † 5. Mai 1945 in Neuendorf bei Neuenkirchen auf Rügen) war ein deutscher General der Infanterie im Zweiten Weltkrieg.

## Leben
Petri war der Sohn eines preußischen Hauptmanns im Ingenieurkorps. Er trat nach seiner Erziehung im Kadettenkorps am 7. März 1896 als Sekondeleutnant in das Infanterie-Regiment „Prinz Friedrich der Niederlande“ (2. Westfälisches) Nr. 15 der Preußischen Armee ein.
Im Ersten Weltkrieg wurde Petri für seine Leistungen als Bataillonskommandeur im 2. Oberrheinischen Infanterie-Regiment Nr. 99 am 28. Oktober 1918 die höchste preußische Tapferkeitsauszeichnung, der Orden Pour le Mérite verliehen. Außerdem war Petri mit beiden Klassen des Eisernen Kreuzes sowie für insgesamt fünf Verwundungen mit dem Verwundetenabzeichen in Gold ausgezeichnet worden. Nach Kriegsende kämpfte er in einem Freikorps in Oberschlesien und wechselte in die Reichswehr. Dort wirkte er im Reichswehrministerium und als Kommandeur vom 8. (Preußisches) Infanterie-Regiment in Frankfurt (Oder). Am 30. September 1931 wurde er unter Verleihung des Charakters als Generalleutnant aus dem aktiven Dienst verabschiedet.
Petri erhielt am 27. August 1939 anlässlich des sogenannten Tannenbergtages den Charakter als General der Infanterie verliehen.
Nach dem Beginn des Zweiten Weltkriegs wurde Petri zur Verfügung des Heeres gestellt und diente vom 25. Oktober 1939 bis 31. Januar 1940 als Kommandeur des Division Nr. 402. Anschließend in die Führerreserve versetzt, war er kurzzeitig vom 7. Juni bis 4. Oktober 1940 Kommandeur der 272. Infanterie-Division und erhielt dann das Kommando über die 192. Infanterie-Division. In dieser Stellung erhielt Petri am 1. Februar 1941 das Rangdienstalter als Generalleutnant z.V. Am 1. April 1942 wurde er mit Rangdienstalter als General der Infanterie z.V. in die Führerreserve versetzt und seine Mobilmachungsbestimmung am 31. Mai 1942 aufgehoben. Die Aufhebung seiner z.V.-Stellung erfolgte am 31. Dezember 1943.
Beim Ende des Krieges wohnte Petri auf dem Gut seines Schwagers Paul von Richter (* 1876; † 1917), respektive seiner Schwägerin Hertha von Richter, geb. von Neuhaus, in Neuendorf auf Rügen. Dort beging er am 5. Mai 1945, einen Tag nach der Einnahme Rügens durch die Rote Armee, zusammen mit seiner zweiten Ehefrau Ulrike Klotilde Petri geb. von Neuhaus, seiner Schwägerin und deren weiteren Verwandten Suizid. Seine Tochter aus erster Ehe war die Schauspielerin Ilse Petri.